# Thalerommata gracilis
Espèce
Synonymes
- Aphantopelma macellum Simon, 1903

Thalerommata gracilis est une espèce d'araignées mygalomorphes de la famille des Theraphosidae.

## Distribution
Cette espèce est endémique de Colombie. Elle se rencontre dans les départements de Cundinamarca et de Caldas,.

## Description
La carapace du mâle syntype mesure 3 mm de long sur 2,6 mm.

## Systématique et taxinomie
Cette espèce a été décrite par Ausserer en 1875.
Aphantopelma macellum a été placée en synonymie par Gonzalez-Filho, Silva et Guadanucci en 2025.

## Publication originale
- Ausserer, 1875 : « Zweiter Beitrag zur Kenntniss der Arachniden-Familie der Territelariae Thorell (Mygalidae Autor). » Verhandlungen der kaiserlich-königlichen zoologisch-botanischen Gesellschaft in Wien, vol. 25, p. 125-206 (texte intégral).